# Лантахар
Лантахар (на латински: Lantacharius; на немски: Lantachar) е според епископ Марий Авентиценсис до 548 г. франкско-алемански дукс (херцог) в диоцеза Авентикум. Неговият наследник е Бутилин.